# کاراتال (شهرستان داولکانوفسکی، باشقیرستان)
کاراتال (انگلیسی: Karatal, Davlekanovsky District, Republic of Bashkortostan) یک شهرک در شهرستان داولکانوفسکی در استان باشقیرستان کشور روسیه است.